# SKP ČR Ocel Třinec
SKP ČR Ocel Třinec byl český futsalový klub z Třince. Od sezóny 2016/17 působil v nejvyšší české futsalové lize. Založen byl v roce 1999. V roce 2005 klub odkoupil licenci na 1. ligu od zanikajícího frenštátského Megasu. V sezóně 2013/14 se klubu po několika letech podařilo postoupit do 1. ligy, kde ovšem vydržel jenom jednu sezónu. Po předčasném ukončení sezóny 2019/20 bylo na klubovém Facebooku oznámeno, že klub mizí z pomyslné futsalové mapy.
Své domácí zápasy odehrával ve sportovní hale Stars, která má kapacitu 900 diváků.

## Historické názvy
Zdroj: 
- 1999 – SKP Betas Třinec (Sportovní klub policie Betas Třinec)
- 2006 – SKP Betas/Likop Třinec (Sportovní klub policie Betas/Likop Třinec)
- 2007 – SKP Likop Třinec (Sportovní klub policie Likop Třinec)
- 2015 – SKP ČR Třinec (Sportovní klub policie České republiky Třinec)
- 2016 – SKP ČR Ocel Třinec (Sportovní klub policie České republiky Ocel Třinec)

## Umístění v jednotlivých sezonách
Zdroj: 
Legenda: Z - zápasy, V - výhry, R - remízy, P - porážky, VG - vstřelené góly, OG - obdržené góly, +/- - rozdíl skóre, B - body, červené podbarvení - sestup, zelené podbarvení - postup, fialové podbarvení - reorganizace, změna skupiny či soutěže
| Česko (2003 – 2020) |                      |        |    |    |   |    |     |     |      |    |       |             |
| Sezóny              | Liga                 | Úroveň | Z  | V  | R | P  | VG  | OG  | +/-  | B  | P. ZČ | Play-off    |
| 2003/04             | Divize F             | 3      | 18 | 13 | 1 | 4  | 91  | 62  | +29  | 40 | 3.    |             |
| 2004/05             | Divize F             | 3      | 20 | 18 | 2 | 0  | 171 | 52  | +119 | 56 | 1.    |             |
| 2005/06             | 1. celostátní liga   | 1      | 22 | 4  | 1 | 17 | 60  | 130 | -70  | 13 | 12.   |             |
| 2006/07             | 2. liga – sk. Východ | 2      | 22 | 9  | 3 | 10 | 79  | 80  | -1   | 30 | 7.    |             |
| 2007/08             | 2. liga – sk. Východ | 2      | 22 | 15 | 3 | 4  | 122 | 57  | +65  | 48 | 3.    |             |
| 2008/09             | 2. liga – sk. Východ | 2      | 22 | 15 | 2 | 5  | 102 | 62  | +40  | 47 | 2.    |             |
| 2009/10             | 2. liga – sk. Východ | 2      | 22 | 16 | 3 | 3  | 112 | 43  | +69  | 51 | 1.    |             |
| 2010/11             | Jetbull futsal liga  | 1      | 22 | 4  | 1 | 17 | 55  | 116 | -61  | 13 | 12.   |             |
| 2011/12             | 2. liga – sk. Východ | 2      | 22 | 14 | 3 | 5  | 105 | 79  | +26  | 45 | 2.    |             |
| 2013/14             | 2. liga – sk. Východ | 2      | 20 | 11 | 3 | 6  | 77  | 58  | +19  | 36 | 3.    |             |
| 2013/14             | 2. liga – sk. Východ | 2      | 18 | 12 | 4 | 2  | 96  | 44  | +52  | 40 | 1.    |             |
| 2014/15             | Chance futsal liga   | 1      | 22 | 4  | 5 | 13 | 56  | 95  | -39  | 17 | 11.   |             |
| 2015/16             | 2. liga – sk. Východ | 2      | 22 | 16 | 3 | 3  | 112 | 56  | +56  | 51 | 2.    |             |
| 2016/17             | Chance futsal liga   | 1      | 22 | 7  | 3 | 12 | 59  | 89  | -30  | 24 | 8.    | Čtvrtfinále |
| 2017/18             | VARTA futsal liga    | 1      | 22 | 3  | 1 | 18 | 53  | 121 | -68  | 10 | 12.   |             |
| 2018/19             | 2. liga – sk. Východ | 2      | 20 | 8  | 4 | 8  | 106 | 91  | +15  | 28 | 6.    |             |
| 2019/20             | 2. liga – sk. Východ | 2      | 21 | 8  | 3 | 10 | 98  | 97  | +1   | 27 | 9.    | Nedohráno   |

Poznámky:
- 2015/16: Třinečtí postoupili administrativně z druhého místa, poté co se vítězný Gamaspol Jeseník rozhodl odmítnout prvoligovou licenci.